# Campylopterus falcatus
Asa-de-sabre-lazúli ou asa-de-sabre-lazulino (Campylopterus falcatus) é uma espécie de ave da família Trochilidae (beija-flores).
Pode ser encontrada nos seguintes países: Colômbia, Equador e Venezuela.
Os seus habitats naturais são: regiões subtropicais ou tropicais húmidas de alta altitude e florestas secundárias altamente degradadas.